# Anatoli Kàrpov
Anatoli Ievguénievitx Kàrpov (en rus: Анато́лий Евге́ньевич Ка́рпов) és un jugador d'escacs professional rus, nascut el 23 de maig del 1951 a Zlatoüst (antiga Unió Soviètica). Té el títol de Gran Mestre des de 1970, i fou Campió del món en dos regnats diferents: campió indiscutit en el període 1975-1985, i campió de la FIDE entre 1993-1999, en el període del cisma dels escacs. Entre els seus dos regnats jugà tres matxs més pel títol, contra Garri Kaspàrov, entre 1986 i 1990.
Va disputar deu matxs pel títol mundial, va ser campió del món durant setze anys, i va guanyar més de 160 torneigs en solitari o compartint el primer lloc. Va guanyar també el campionat soviètic en tres ocasions, els anys 1976 i 1983 en solitari i el 1988, compartint el primer lloc amb Garri Kaspàrov.
Per la seva llarga permanència a l'elit dels escacs, Kàrpov és considerat un dels millors jugadors de la història. Entre altres premis, va ser guardonat vuit cops amb l'Òscar dels escacs. El 2009 la FIDE li va atorgar el títol de FIDE Senior Trainer, el màxim títol d'entrenador internacional
El desembre de 2022 la Federació d'Escacs de Rússia nomenà Kàrpov president honorari.
Tot i que ha mantingut molt poca activitat en torneigs des de setembre de 2009, a la llista d'Elo de la FIDE del maig de 2018, hi tenia un Elo de 2623 punts, cosa que en feia el jugador número 35 (en actiu) de Rússia. El seu màxim Elo va ser de 2780 punts, a la llista de juliol de 1994 (posició 2 al rànquing mundial).

## Resultats destacats en competició
La seua carrera fou reeixida des de molt prompte. Es convertí en el mestre nacional més jove de la Unió Soviètica el 1966 als 15 anys, el 1967-68 guanyà el Campionat d'Europa juvenil a Groningen, i el 1969 guanyà el campionat del món juvenil.
Fou nomenat Mestre de l'Esport URSS el 1966, Mestre Internacional el 1969 i, l'any següent, obtingué el títol de Gran Mestre Internacional.
Els anys següents anaren acompanyats d'una ràpida consolidació. Va guanyar el torneig de Hastings de 1971-1972, ex æquo amb Víktor Kortxnoi, i el 1973 obtingué el segon lloc en el campionat soviètic i el primer en el Torneig Interzonal de Leningrad, la qual cosa li donà el dret de participar en els matxs de candidats. Després de véncer Lev Polugaievski en els quarts de final, hagué d'enfrontar-se a l'excampió mundial Borís Spasski, qui derrotà, de manera convincent i contra tot pronòstic, per 4-1 (les taules no hi comptaven). En la final derrotà Kortxnoi per un ajustadíssim 12½-11½.
La situació anterior li donà el dret d'enfrontar-se a Robert Fischer per la corona mundial, però la renúncia del nord-americà de defensar el seu títol el convertí el 1975 en el 12è Campió mundial sense necessitat de jugar una sola partida. Esta situació el dugué a demostrar que era efectivament el jugador més fort del món, i no pas un campió de paper, objectiu que complí amb ple èxit defensant el seu títol el 1978 (a Baguio City) i el 1981 (a Merano) davant Víktor Kortxnoi amb resultats de 6-5 i 6-3 respectivament (les taules no hi comptaven). A més a més guanyà incomptables torneigs i fou el líder indiscutit del món escaquístic fins a l'aparició de Garri Kaspàrov, amb qui s'enfrontaria durant més d'una dècada en una rivalitat tan forta i apassionant com poques en la història de l'esport. El 1984 hagué de defensar el seu títol contra ell, i després d'una polèmica cancel·lació (després de liderar 5-0 l'aspirant s'acostà a 5-3, però el matx s'havia perllongat més de tres mesos) es mantingué com a campió fins al 1985, any en què fou batut per Kaspàrov. Després d'este perdé tres ajustadíssims matxs. A Leningrad 1986 per 12½-11½, a Sevilla 1987 12-12 i a Nova York-Lió 1990 12½-11½.) Recuperà el títol el 1993 en un matx contra Jan Timman a Jakarta després del cisma al cim dels escacs mundials que creà dos campionats del món, en separar-se Kaspàrov de la FIDE. Este nou títol, no obstant això, no s'equiparava al que ostentà fins al 1985, precisament per l'ambient dividit en què es generà, i a causa que Kaspàrov continuava ostentant el número u del rànquing Elo. De tota manera, defensà el seu títol amb èxit el 1996 contra Gata Kamsky, i novament el 1998 contra Viswanathan Anand, en un disputat i agitat matx.
Guanyà el fort Festival d'escacs de Biel, a Suïssa, en tres ocasions, els anys 1990, 1992, i 1996.
Hom considera com el seu major èxit la seua actuació en el Torneig de Linares de 1994, el torneig més fort de la història fins eixe moment, i on s'imposà amb un marge de 2½ punts sobre els segons (Kaspàrov i Aleksei Xírov). El seu resultat d'11/13 en un torneig de mitjana Elo 2685 és el més fort registrat en la història (si s'exceptua l'11/11 de Fischer en el Campionat dels Estats Units 1963-1964 que dona una performance "infinita", però contra una oposició de nivell força menor).
Després de les actuacions referides de 1994 i 1998, que es consideren dignes del seu calibre encara, l'excampió mundial continua jugant activament, però no en l'altíssim nivell que sostenia abans. Finalment fins i tot es negà a defensar el seu títol de la FIDE per incompatibilitat d'opinions, i gradualment s'allunyà dels primers llocs de la classificació oficial. Però manté un alt nivell, i continua participant principalment en torneigs d'escacs ràpids, en els quals no mostra declivi.

## Altres activitats
Kàrpov també realitzà un altre tipus d'activitats importants, com ara: Diputat del Congrés de Rússia, President del Fons Internacional per a la Pau i President de la Comissió per als damnificats de Txernòbil.
A principis de juliol de 2019, en l'entrevista al diari català L'esportiu, quan va ser preguntat com veu que els líders independentistes catalans estiguin a la presó, va respondre: "És un error polític. Aquesta no és la manera de resoldre el problema, sinó d'incrementar-lo".